# 16901 Johnbrooks
16901 Johnbrooks este un asteroid din centura principală de asteroizi.

## Descriere
16901 Johnbrooks este un asteroid din centura principală de asteroizi. A fost descoperit pe 23 februarie 1998 la observatorul astronomic din Farra d'Isonzo. Asteroidul prezintă o orbită caracterizată de o semiaxă mare de 2,65 ua, o excentricitate de 0,10 și o înclinație de 14,3° în raport cu ecliptica.